# بانک آی‌ان‌جی ویسیا
بانک آی‌ان‌جی ویسیا (انگلیسی: ING Vysya Bank) شرکت خدمات مالی و بانکداری هندی است، که در سال ۱۹۳۰ تأسیس شد.